# Renz (Familienname)
Renz ist ein deutscher Familienname.

## Herkunft und Bedeutung
Renz ist eine Kurzform des Namens Laurentius, zu näherer Erläuterung siehe dort.

## Namensträger

### A
- Abel Renz (1665–1734), deutscher Kaufmann und Politiker, Bürgermeister von Tübingen
- Alfred Renz (1877–1930), deutscher Maler und Grafiker
- Alfred Renz (Reiseschriftsteller), deutscher Reiseschriftsteller
- Andreas Renz (Theologe) (* 1970), deutscher katholischer Theologe und Religionswissenschaftler
- Andreas Renz (* 1977), deutscher Eishockeyspieler
- Annemie Renz (1950–2003), deutsche Politikerin (Bündnis 90/Die Grünen)
- Arnold Renz (1911–1986), deutscher Salvatorianerpater und Exorzist
- August Renz, fiktiver Name, unter dem Eleonore Prochaska (1785–1813) in den Befreiungskriegen als Soldatin kämpfte
- August Renz (1885–1954), deutscher Politiker

### B
- B. Renz (1820–1910), deutscher Schriftsteller, siehe Hugo Behrens
- Barbara Renz (1863–1955), deutsche Ethnologin, Religionswissenschaftlerin und Frauenrechtlerin
- Bettina Renz, deutsche Politikwissenschaftlerin

### C
- Carl von Renz (1812–1884), preußischer Generalmajor
- Carl Renz (Geologe) (1876–1951), Schweizer Geologe und Paläontologe
- Carl Friedrich Renz (1774–1852), Schweizer Fabrikant
- Christa Cremer-Renz (* 1945), deutsche Soziologin und Politikwissenschaftlerin
- Christian Renz (Politiker) (1880–1938), württembergischer Landtagsabgeordneter
- Christian Renz (* 1975), deutscher Produzent pornografischer Filme, siehe Wolf Wagner (Pornoproduzent)
- Constantin von Renz (1839–1900), württembergischer Oberamtmann
- Cornelia Renz (* 1966), deutsche Künstlerin

### D
- Dieter Renz (1943–1969), deutscher Boxer

### E
- Eberhardt Renz (* 1935), deutscher Geistlicher, Landesbischof von Württemberg
- Erich Renz (* 1937), deutscher Missionar
- Ernst Renz (1815–1892), deutscher Artist und Zirkusdirektor

### F
- Franz Renz (Theologe) (1860–1916), deutscher Theologe
- Franz Renz (Politiker) (1900–1968), deutscher Politiker, MdL Hessen
- Franz Renz (Chemiker) (* 1968), österreichischer Chemiker
- Friedrich Renz (1689–1744), deutscher evangelischer Pfarrer und Musiker

### G
- Georg Friedrich Renz (1806–1864), deutscher Politiker, 1837–1848 Bürgermeister von Worms
- Gustav Adolf Renz (1862–1946), deutscher Archivar

### H
- Hans Renz (1882–1965), österreichischer Finanzbeamter, Schauspieler und Dramatiker, siehe Hans Ranzi
- Hans Hermann Renz (Geologe, 1910) (1910–2003), Schweizer Geologe deutscher Herkunft
- Hans Hermann Renz (Geologe, 1912) (1912–1982), Schweizer Geologe
- Harald Renz (* 1960), deutscher Mediziner, Allergologe und Hochschullehrer
- Heinrich Renz (Abt) (1529–1601), deutscher protestantischer Prediger und Abt von St. Georgen
- Heinrich von Renz (General, 1789) (1789–1860), badischer Generalmajor
- Heinrich von Renz (General, 1814) (1814–1879), deutscher Generalmajor
- Herbert Renz-Polster (* 1960), deutscher Kinderarzt, Wissenschaftler und Autor

### J
- Jakob Renz (1866–1951), deutscher Politiker, Bürgermeister von Mosbach
- Jakob Heinrich Renz (1799–1868), deutscher Maler und Lithograph
- Jany Renz (1907–1999), Botaniker
- Johann Baptist Renz (1658–1722), deutscher evangelischer Pfarrer

### K
- Karl Christoph Renz (1770–1829), württembergischer Landpfarrer
- Karl Günther Renz (1927–1979), deutscher Fernsehjournalist
- Katrin Renz (* 1975), deutsche Filmproduzentin
- Kerstin Renz (* 1969), deutsche Kunst- und Architekturhistorikerin

### L
- Leopold Renz, deutscher Jurist, Staatsanwalt und Richter

### M
- Manfred Renz (* 1952), deutscher Politiker (Bündnis 90/Die Grünen)
- Mathias Renz (* 1969), deutscher Unternehmer, Journalist und PR-Berater
- Maximilian Renz (1883–1959), deutscher Generalleutnant
- Michael Renz (1698–1758), deutscher Maler und Kupferstecher, siehe Michael Heinrich Rentz
- Michael Renz (Manager) (* 1953), deutscher Versicherungsmanager
- Monika Renz (* 1961), Schweizer Pädagogin, Psychologin, Therapeutin und Theologin

### O
- Otto Renz (1906–1992), Schweizer Geologe deutscher Herkunft
- Otto Wilhelm von Renz (1891–1968), deutscher General der Flakartillerie

### P
- Patrick Renz (* 1965), Schweizer Manager und Ökonom
- Paul Renz (1920–1993), deutscher Fußballtrainer
- Paul Renz (Biochemiker) (* 1936), deutscher Biochemiker und Hochschullehrer
- Peter Renz (* 1946), deutscher Schriftsteller

### R
- Rainer Renz (1943–2016), deutscher Ingenieur und Hochschullehrer
- Renate Renz, deutsche Tänzerin, Teil des Tanzpaars Renate und Werner Renz
- Robert F. Renz (* 1940), US-amerikanischer Historiker
- Rudi Renz (1944–2015), deutscher Radrennsportfunktionär
- Rudolf Renz (1898–1988), deutscher katholischer Geistlicher und Widerstandskämpfer in der Zeit des Nationalsozialismus

### S
- Sigi Renz (1938–2025), deutscher Radrennfahrer
- Sylvia Renz (Schriftstellerin) (* 1949), deutsche Schriftstellerin und Fernsehmoderatorin
- Sylvia Renz (Leichtathletin) (* 1969), deutsche Langstreckenläuferin

### T
- Theodor Renz (1902–1986), deutscher Baumeister
- Therese Renz (1859–1938), deutsche Kunstreiterin, Dompteuse und Zirkusdirektorin
- Thomas Maria Renz (* 1957), deutscher Theologe und Geistlicher, Weihbischof in Rottenburg-Stuttgart
- Torsten Renz (* 1964), deutscher Politiker (CDU)

### U
- Ulrich Renz (Historiker) (1934–2024), deutscher Journalist und Historiker
- Ulrich Renz (Schriftsteller) (* 1960), deutscher Schriftsteller
- Ursula Renz (* 1968), Schweizer Philosophin und Hochschullehrerin

### W
- Walter Renz (1908–1998), deutscher Maler, Fotograf und Restaurator
- Werner Renz (Tänzer), deutscher Tänzer, Teil des Tanzpaars Renate und Werner Renz
- Werner Renz (Germanist) (* 1950), deutscher Germanist
- Wilhelm Renz (?–1941), deutscher Unternehmer und Fabrikant
- Wilhelm Theodor von Renz (1834–1896), deutscher Mediziner
- Willy Renz (1916–1981), US-amerikanischer Handballspieler
- Wolfgang Renz (* 1969), deutscher Mediziner und Wirtschaftsmanager

## Familienname
- Renz bei namenforschung.net